# ماسوالا (نبات)
الماسوالا (الاسم العلمي: Masoala) هي جنس من النبات يتبع الفصيلة الفوفلية من رتبة الفوفليات.

## أنواع نبات الماسوالا
- ماسوالا كونا
- ماسوالا مدغشقرية